# Régis Dzieciol
Régis Dzieciol, né le 18 mars 1965 à Autrêches, est un footballeur français des années 1980 et 1990. Durant sa carrière, il évolue au poste de défenseur, principalement au FCO Charleville, après être passé professionnel au SC Abbeville.

## Biographie
Né le 18 mars 1965 à Autrêches, dans le département de l'Oise, Régis Dzieciol évolue avec le club amateur de Vic-sur-Aisne avant de rejoindre, à l'âge de vingt ans, le Sporting Club d'Abbeville, en 1985. Il passe professionnel au sein du club picard, qui évolue en deuxième division. Pour sa première saison à ce niveau, Régis Dzieciol dispute dix-sept matchs et marque deux buts. L'année suivante, il joue vingt-sept rencontres de championnat, et marque un autre but.
En 1987, Régis Dzieciol quitte Abbeville, et s'engage avec le FCO Charleville, qui évolue en Division 3. En 1992, il participe à la montée du club ardennais en Division 2. Le défenseur dispute plus de 150 matchs à ce niveau avec Charleville, jusqu'à sa relégation en National en 1997. En octobre de la même année, le FCO Charleville doit néanmoins déposer le bilan, et repartir au niveau amateur. Pour autant, Régis Dzieciol continue d'y jouer jusqu'en 1999.
Par la suite, il continue de jouer au niveau amateur, à Prix-lès-Mézières.

## Statistiques
| Saison                | Club                  | Championnat           | Championnat | Championnat | Coupe(s) nationale(s) | Coupe(s) nationale(s) | Total | Total |
| Saison                | Club                  | Division              | M.          | B.          | M.                    | B.                    | M.    | B.    |
| 1985-1986             | SC Abbeville          | Division 2            | 17          | 2           | 1                     | 0                     | 18    | 2     |
| 1986-1987             | SC Abbeville          | Division 2            | 27          | 1           | 0                     | 0                     | 27    | 1     |
| Sous-total            | Sous-total            | Sous-total            | 44          | 3           | 1                     | 0                     | 45    | 3     |
| 1992-1993             | FCO Charleville       | Division 2            | 32          | 1           | 0                     | 0                     | 32    | 1     |
| 1993-1994             | FCO Charleville       | Division 2            | 39          | 0           | 3                     | 0                     | 42    | 0     |
| 1994-1995             | FCO Charleville       | Division 2            | 37          | 2           | 1                     | 0                     | 38    | 2     |
| 1995-1996             | FCO Charleville       | Division 2            | 41          | 0           | 1                     | 0                     | 42    | 0     |
| 1996-1997             | FCO Charleville       | Division 2            | 24          | 0           | 0                     | 0                     | 24    | 0     |
| Sous-total            | Sous-total            | Sous-total            | 173         | 3           | 5                     | 0                     | 178   | 3     |
| Total sur la carrière | Total sur la carrière | Total sur la carrière | 217         | 6           | 6                     | 0                     | 223   | 6     |